# Lonchopria deceptrix
Lonchopria deceptrix is een vliesvleugelig insect uit de familie Colletidae. De wetenschappelijke naam van de soort is voor het eerst geldig gepubliceerd in 1949 door Moure.